# Jonathan Bomarito
Jonathan Bomarito, né le 23 janvier 1982 à Monterey, est un pilote automobile américain.

## Carrière
En 2015, Jonathan Bomarito, sans volant depuis l’arrêt du programme Chrysler en United SportsCar Championship s'engage avec l'écurie SpeedSource/Mazda Motorsports afin de piloter de la Mazda-Lola B08/80 n°70 avec Tristan Nunez comme copilote.
Lors de la saison, il participa à 6 courses avec comme meilleur classement une 6e place au Continental Tire Monterey Grand Prix. Malgré les progrès effectués sur la voiture avec un moteur plus puissant, plus fiable et avec un meilleur couple, elles sont encore à deux ou trois secondes au tour des meilleures de la catégorie sur un circuit tel que le Daytona International Speedway,.
En 2016, la collaboration entre Jonathan Bomarito et l'écurie SpeedSource/Mazda Motorsports continu avec cette fois un engagement sur l’intégralité de la saison en tant que pilote de la nouvelle Mazda-Lola B12/80 équipée maintenant d'un moteur essence. Comme la saison précédente, il a fait équipage avec Tristan Nunez. La voiture a progressé et a permis de monter sur la troisième marche du podium au Chevrolet Sports Car Classic.

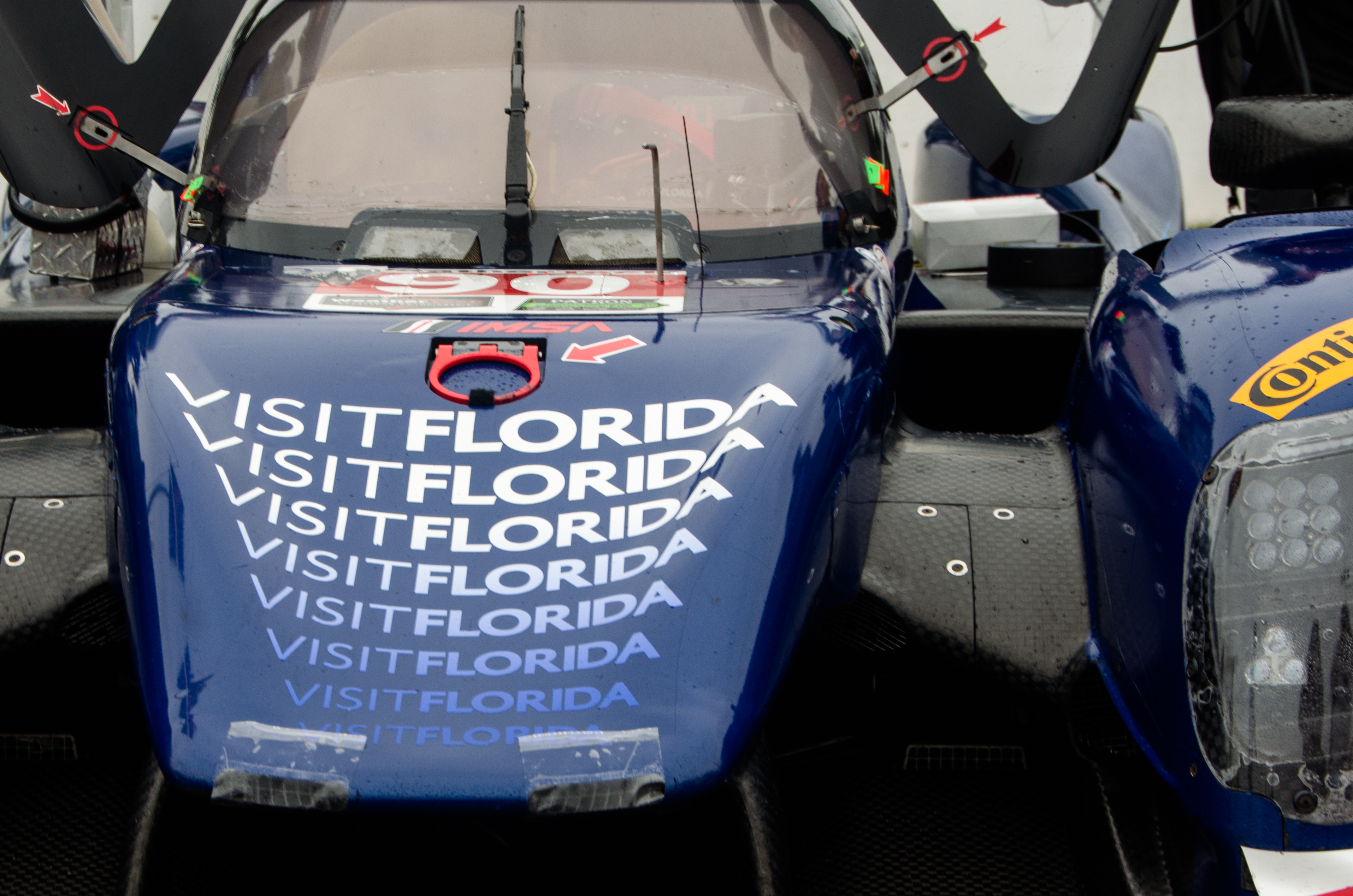
La Ligier JS P217 n°90 de l'écurie VisitFlorida.com au Petit Le Mans

En 2017, comme annoncé par Mazda Motorsports à l'issue de la saison United SportsCar Championship, les LMP2 sont rangées au garage et l'écurie s'est lancée dans la nouvelle classe DPi avec une Mazda RT24-P. Jonathan Bomarito, comme l'ensemble des pilotes Mazda Motorsports de 2016 ont été reconduit pour cette saison. Les performances s’améliorent et il monte sur la troisième marche du podium au BUBBA Burger Sports Car Grand Prix et aux Sahlen's Six Hours of The Glen mais les performances obtenues avec la structure SpeedSource de Sylvain Tremblay n'étaient pas au niveau des attentes de Mazda Motorsports. De ce fait, les Mazda RT24-P ont arrêté de concourir après la manche du Mobil 1 SportsCar Grand Prix. Sans volant pour les dernières manches de la saison, Jonathan Bomarito effectue une pige sur la Ligier JS P217 de l'écurie VisitFlorida.com pour la manche du Petit Le Mans.
En 2018, Jonathan Bomarito et Tristan Nunez, tous deux impliqués depuis le lancement du programme Mazda, poursuivent l’aventure dans la Mazda RT24-P avec le Mazda Team Joest. La saison se soldera par une troisième place au Petit Le Mans.
En 2019, Jonathan Bomarito continue l'aventure avec le Mazda Team Joest mais change de coéquipier. Après trois saisons passées avec Tristan Nunez, il partagea pour cette saison le volant de la Mazda RT24-P avec Harry Tincknell. Il a également participé aux 1 000 Miles de Sebring au sein de l'écurie Ford Chip Ganassi Team UK aux mains d'une Ford GT.

## Palmarès

### Résultats aux 24 Heures du Mans

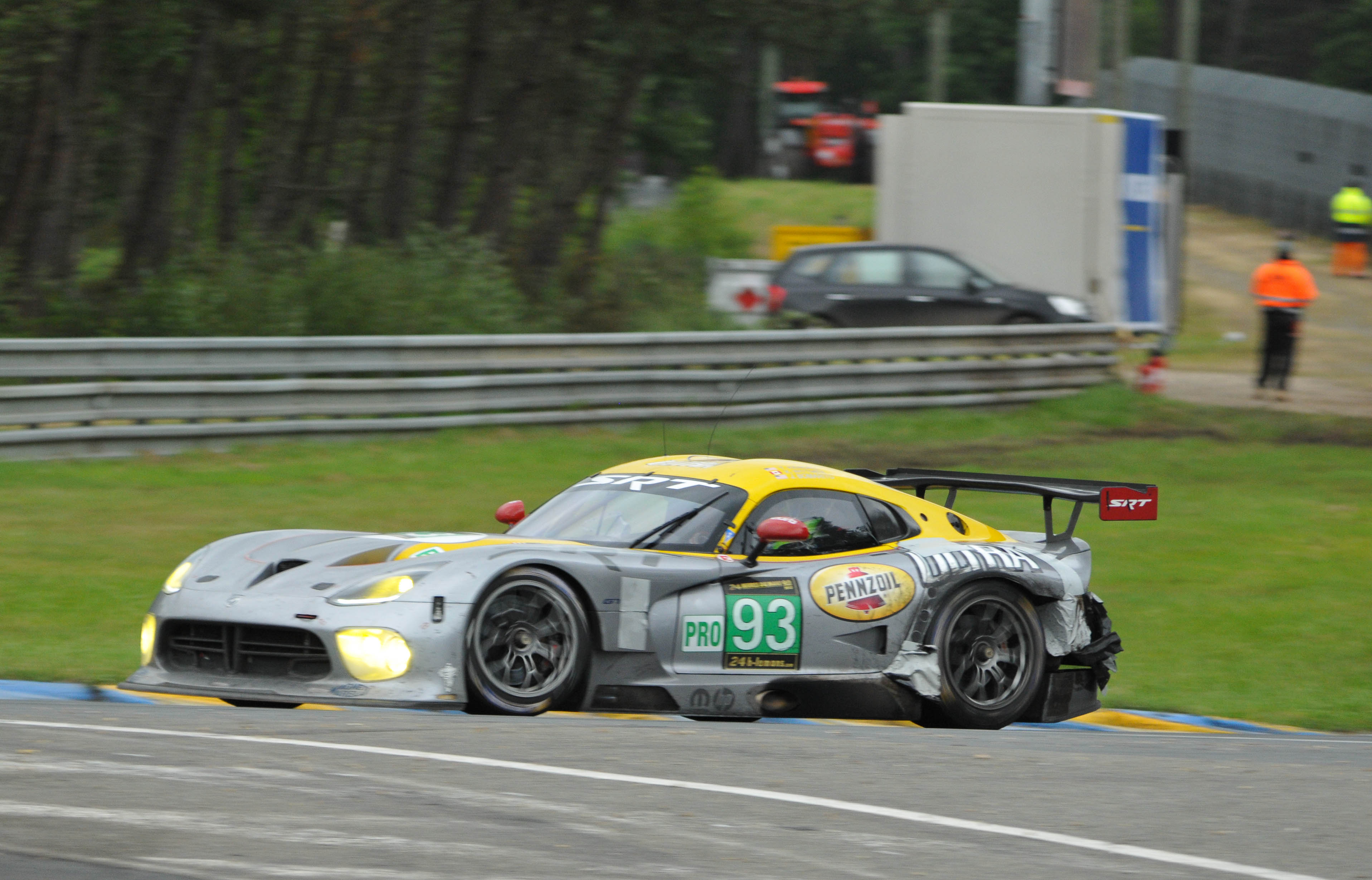
SRT Viper GTS-R n°93 de l'écurie SRT Motorsports aux 24 Heures du Mans 2013

| Année | Equipe                    | Coéquipiers                  | Voiture         | Classe  | Tours | Pos. | Class Pos. |
| ----- | ------------------------- | ---------------------------- | --------------- | ------- | ----- | ---- | ---------- |
| 2013  | SRT Motorsports           | Tommy Kendall Kuno Wittmer   | SRT Viper GTS-R | GTE Pro | 301   | 31e  | 9e         |
| 2019  | Ford Chip Ganassi Team UK | Andy Priaulx Harry Tincknell | Ford GT         | GTE Pro |       |      |            |

### Championnat WeatherTech SportsCar
| Année | Ecurie              | Châssis           | Moteur                                   | Classe | 1      | 2      | 3      | 4      | 5      | 6      | 7      | 8     | 9     | 10    | 11    | Position | Points |
| ----- | ------------------- | ----------------- | ---------------------------------------- | ------ | ------ | ------ | ------ | ------ | ------ | ------ | ------ | ----- | ----- | ----- | ----- | -------- | ------ |
| 2014  | SRT Motorsports     | SRT Viper GTS-R   | Viper 8,4 l V10 Atmo                     | GTLM   | DAY 6  | SEB 2  | LBH 10 | LGA 7  | WGL 3  | MOS 2  | IMS 1  | ELK 3 | VIR 5 | AUS 1 | ATL 6 | 2e       | 326    |
| 2015  | SpeedSource         | Mazda-Lola B08/80 | Mazda Skyactiv-D 2,2 l Turbo I4 (Diesel) | P      | DAY 12 | SEB 10 | LBH 8  | LGA 6  | BEL    | WGL    | MOS    | ELK   | AUS 8 | ATL 7 |       | 9e       | 141    |
| 2016  | Mazda Motorsports   | Mazda-Lola B12/80 | Mazda MZ-2.0T 2,0 l I4 Turbo             | P      | DAY 10 | SEB 6  | LBH 5  | LGA 4  | BEL 3  | WGL 8  | MOS 8  | ELK 5 | AUS 8 | AUS 9 |       | 7e       | 257    |
| 2017  | Mazda Motorsports   | Mazda RT24-P      | Mazda MZ-2.0T 2,0 l I4 Turbo             | P      | DAY 11 | SEB 5  | LBH 3  | AUS 10 | BEL 5  | WGL 3  | MOS 4  | ELK   | LGA   |       |       | 8e       | 205    |
| 2017  | VisitFlorida Racing | Ligier JS P217    | Gibson GK428 4,2 l V8 Atmo               | P      |        |        |        |        |        |        |        | ELK   | LGA   | ATL 7 |       | 8e       | 205    |
| 2018  | Mazda Team Joest    | Mazda RT24-P      | Mazda MZ-2.0T 2,0 l I4 Turbo             | P      | DAY 16 | SEB 6  | LBH 9  | MOH 14 | BEL 14 | WGL 10 | MOS 11 | ELK 8 | LGA 4 | ATL 3 |       | 10e      | 218    |
| 2019  | Mazda Team Joest    | Mazda RT24-P      | Mazda MZ-2.0T 2,0 l I4 Turbo             | DPi    | DAY 9  | SEB 6  | LBH    | MOH    | BEL    | WGL    | MOS    | ELK   | LGA   | ATL   |       | 8e*      | 47*    |

N.B. * Saison en cours. Les courses en " gras  'indiquent une pole position, les courses en "italique" indiquent le meilleur tour de course.